# Västergötlands runinskrifter 151
Vg 151 är en vikingatida runsten i Eggvena kyrka, Eggvena socken och Herrljunga kommun. 
Runsten, gnejs 1,35 m hög, 1,15 m bred vid basen (V-Ö) och 0,2 m tjock. Runhjöd 15-17 cm. Inskrift på den mot S vettande sidan. 
Stenen står löst uppställd och dess övre del hålls fast mot kyrkoväggen med en järnkrampa. 
Enligt Västergötlands runinskrifter är ristningen tydlig, djup och jämn och lyder:"Vifast reste denna sten efter Vive, en mycket god tägn."
Junger och Svärdström, 1958-70, Västergötlands runinskrifter, Vg 151, s. 281 f., samt där angiven litteratur.

## Inskriften
Translitterering av runraden:
: uifast : risþi : st(i)... ... ...ʀ : uifa : hrþa : kuþan : þegn :
Normalisering till runsvenska:
Vifastr ræisti stæi[n þenna æfti]ʀ Vifa, harða goðan þegn.
Översättning till nusvenska:
Vifast reste denna sten efter Vive, en mycket god tägn.
Både språkligt och ornamentalt liknar runstenen den närbelägna Vg 152, båda stenarna sannolikt ristade av samma ristare.